# Starling (software)
Starling é um servidor de mensagens que permite o enfileiramento distribuído confiável com uma sobrecarga mínima. O código para Starling foi originalmente desenvolvido dentro da empresa de mídia social Twitter e lançado como código aberto em 2008. O programa foi originalmente desenvolvido por Blaine Cook, agora o ex-desenvolvedor líder do Twitter.
Ele fala o protocolo Memcached para máxima compatibilidade entre plataformas. Qualquer idioma que fale Memcached pode aproveitar os recursos de fila de Starling. Starling foi escrito em Ruby.